# Lembosina aulographoides
Lembosina aulographoides är en svampart som först beskrevs av E. Bommer, M. Rousseau & Sacc., och fick sitt nu gällande namn av Ferdinand Theissen 1913. Lembosina aulographoides ingår i släktet Lembosina och familjen Asterinaceae.   Inga underarter finns listade i Catalogue of Life.